# Mata de São João
Mata de São João es un municipio brasileño del estado de Bahía. Su población estimada en 2007 era de 37.201 habitantes. El municipio forma parte de la Gran Salvador.

## Atracciones
- Torre de Garcia d'Ávila
- Matadero de Bosque de São João
- Costa do Sauipe

### Playas
- Playa de Diogo
- Playa de Imbassaí
- Playa de Sato Antônio
- Playa del Fuerte